# Here We Go (canção de NSYNC)
"Here We Go" é uma música da boy band norte-americana NSYNC. Foi lançada em 5 de maio de 1997, exclusivamente no mercado alemão, como o terceiro single do álbum de estréia auto-intitulado. O single foi lançado em todo o mundo mais tarde. A música também foi destaque na cena de abertura do filme Model Behavior.

## Vídeo musical
O videoclipe estreou na televisão terrestre em abril de 1997.  O vídeo apresenta o grupo se apresentando em um jogo de basquete, com a música sendo usada como tema principal da equipe da casa. Ele também mostra membros da banda que participam do jogo e os apresenta com as líderes de torcida durante o refrão. O refrão apresenta os vocais do NSYNC respondidos pela multidão gritando "Sim, sim, aqui vamos nós, o NSYNC tem o fluxo". O som da interação com uma multidão dá ao vídeo a sensação de um hino da festa.

## Lista de faixas[2]
1. "Here We Go" (Radio Cut) – 3:34
2. "Here We Go" (StoneBridge Radio Version) – 3:50
3. "Here We Go" (StoneBridge Club Mix) – 7:42
4. "Here We Go" (Hudson & Junior Remix) – 4:51
5. "Here We Go" (Extended Mix) – 4:01

## Desempenho nas tabelas musicas
| Parada (1997)                                        | Posição |
| ---------------------------------------------------- | ------- |
| Alemanha (Paradas de singles da Alemanha)            | 8       |
| Áustria (Paradas de singles da Áustria)              | 8       |
| Países Baixos (Paradas de singles dos Países Baixos) | 66      |
| Suíça (Paradas de singles da Suíça)                  | 5       |

| Parada (1997)                           | Posição |
| --------------------------------------- | ------- |
| Alemanha (Paradas oficiais da Alemanha) | 76      |